# Убить пересмешника (фильм)
«Убить пересмешника» (англ. To Kill a Mockingbird) — американская драма 1962 года, экранизация одноимённого романа Харпер Ли. Главные роли исполняют Грегори Пек, Мэри Бэдэм и Филлип Олфорд.
Восемь номинаций на премию «Оскар» (в том числе за лучший фильм), три из которых оказались победными — за актёрскую работу Пека, адаптированный сценарий Хортона Фута и работы художников Александра Голицына, Генри Бамстеда и Оливера Эмерта.
Современными киноведами «Убить пересмешника» считается одной из величайших картин в истории американского кино.

## Сюжет
Фильм повествует об адвокате из Алабамы Аттикусе Финче (Грегори Пек), воспитывающем без жены своих двух детей. Мудрый и мягкий Аттикус назначен защищать в суде негра, ложно обвинённого в изнасиловании белой женщины. Аттикусу приходится столкнуться с враждебностью и предубеждённостью южного города, где расовые предрассудки во многом определяют жизнь населения. Параллельная сюжетная линия рассказывает о взрослеющих детях Аттикуса, у которых формируются такие понятия, как справедливость, ответственность, сострадание в противовес социальному и расовому неравенству.

## В ролях
- Грегори Пек — Аттикус Финч
- Мэри Бэдэм — Джин Луиза «Глазастик» Финч
- Филлип Элфорд — Джереми Аттикус «Джим» Финч
- Джон Менья — Чарльз Баркер «Дилл» Харрис
- Джеймс К. Андерсон — Роберт Ли «Боб» Юэлл
- Брок Питерс — Том Робинсон
- Фрэнк Овертон — шериф Гек Тейт
- Роберт Дюваль — Артур «Страшила» Рэдли
- Элис Гостли — тётя Стефани Кроуфорд
- Розмари Мерфи — мисс Моди Аткинсон
- Рут Уайт — миссис Дюбоз
- Эстель Эванс — Кальпурния
- Ричард Хейл[1] — Натан Рэдли
- Коллин Уилкокс — Майелла Вайолет Юэлл
- Уильям Уиндом — мистер Гилмер, окружной прокурор
- Пол Фикс — судья Джон Тейлор
- Ким Стэнли — взрослая Джин Финч (голос за кадром)

## Создание
Первоначальной кандидатурой на роль Аттикуса Финча был актёр Рок Хадсон.
Филипп Элфорд, сыгравший Джима, не хотел идти пробоваться на роль. И лишь после того как его мать сказала, что это позволит на законных основаниях прогулять занятия в школе, подросток согласился.
Интерьер здания суда является точной копией интерьера здания суда в родном городке Харпер Ли — Монровилле (штат Алабама). Фотографы со студии «Юниверсал» специально ездили туда перед съёмками.
Во время одной из начальных сцен Харпер Ли посетила съёмочную площадку. Сцена возвращения Аттикуса Финча домой вызвала у неё слезы — настолько Пек был похож на её отца.

## Признание
- Оскар-1963
  - Лучший актёр — Грегори Пек
  - Лучшая работа художника — Александр Голицын, Генри Бамстед (постановщики), Оливер Эмерт (декоратор)
  - Лучший сценарий (адаптация) — Хортон Фут
- Золотой Глобус 1962 г.
  - Лучший актёр (драма) — Грегори Пек
- Каннский кинофестиваль 1963 г.
  - Премия имени Гэри Купера — Роберт Маллиган
- Американский институт киноискусства
  - 100 лучших американских фильмов за 100 лет — № 25
  - 10 лучших американских фильмов в 10 классических жанрах — № 1 в категории «Судебные драмы»
  - Аттикус Финч признан самым положительным киногероем в истории
  - Лучшая музыка в американских фильмах за 100 лет — № 17
  - 100 самых вдохновляющих американских фильмов за 100 лет — № 2

Грегори Пек считал роль Аттикуса своей лучшей работой.
«Убить пересмешника» находится в первой сотне списка лучших фильмов по версии IMDb.